# Keri Facer
Keri Lee Facer, född 1972, är en engelsk forskare och professor i utbildningens och samhällets framtid vid University of Bristol i Storbritannien  Hennes arbete är tvärvetenskaplig och kretsar kring relationen mellan utbildningsinstitutioner och det omgivande samhället, med fokus på den kunskap som kan behövas för att adressera och hantera klimatkrisen och övriga samtida  miljömässiga, ekonomiska, sociala och teknologiska förändringar.
Sedan december 2021 är Facer gästprofessor på Göteborgs universitet. Mellan 2018 och 2020 var hon gästprofessor på Zennströms klimatprofessur vid Uppsala universitet.